# EPI TP400

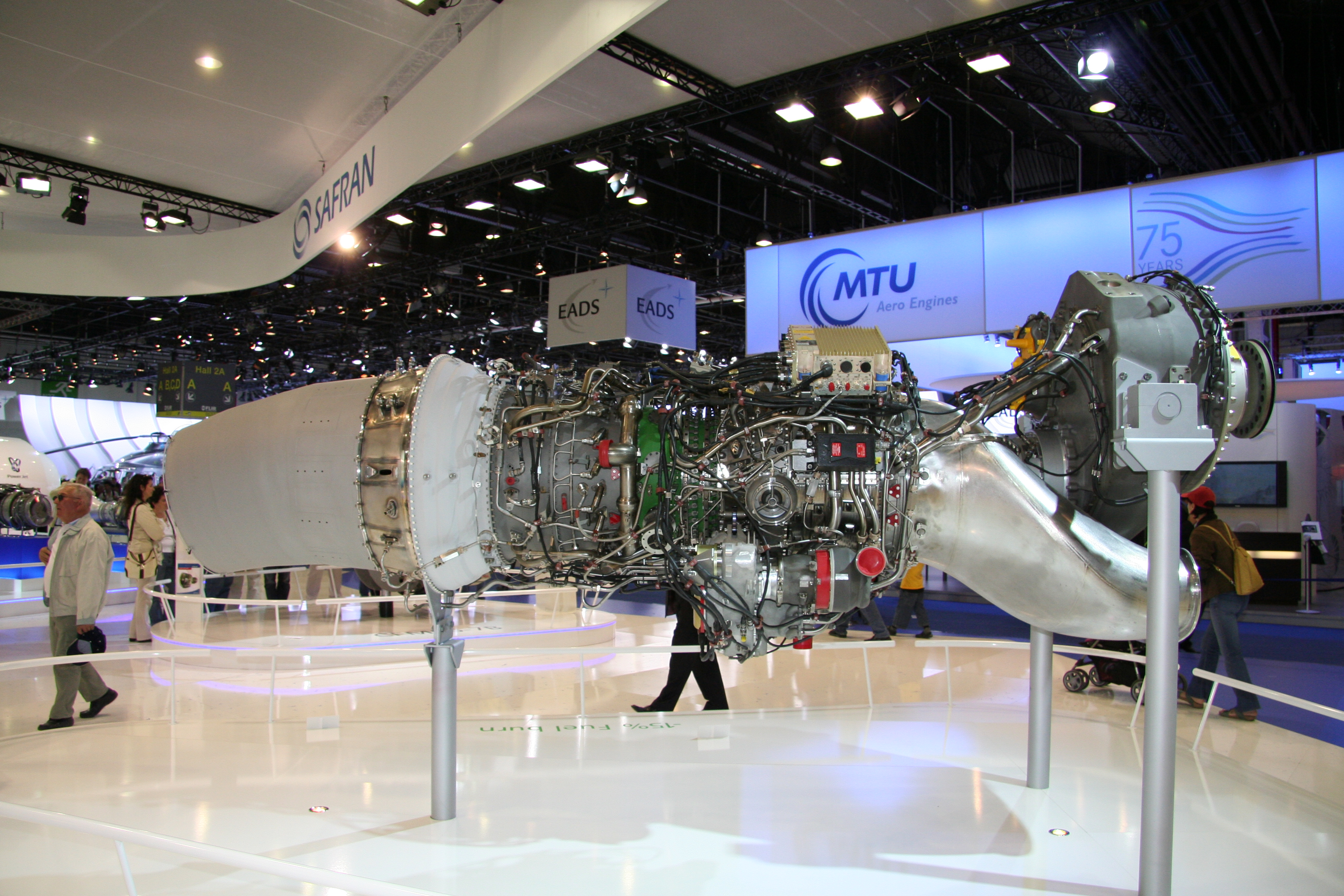
TP400 auf dem Luftfahrtsalon in Paris 2009; rechts ist das Untersetzungsgetriebe (ohne Propeller) zu erkennen

EPI TP400 ist ein für das militärische Transportflugzeug Airbus A400M entwickeltes Propellerturbinen-Triebwerk des Herstellerkonsortiums Europrop International. Die Abkürzung steht für Europrop International (EPI) und TurboProp. Die vollständige Bezeichnung der Produktionsversion lautet TP400-D6. Das Triebwerk leistet 11.000 Wellen-PS (8.203 kW) und gehört damit zu den stärksten seiner Art.

## Entwicklung

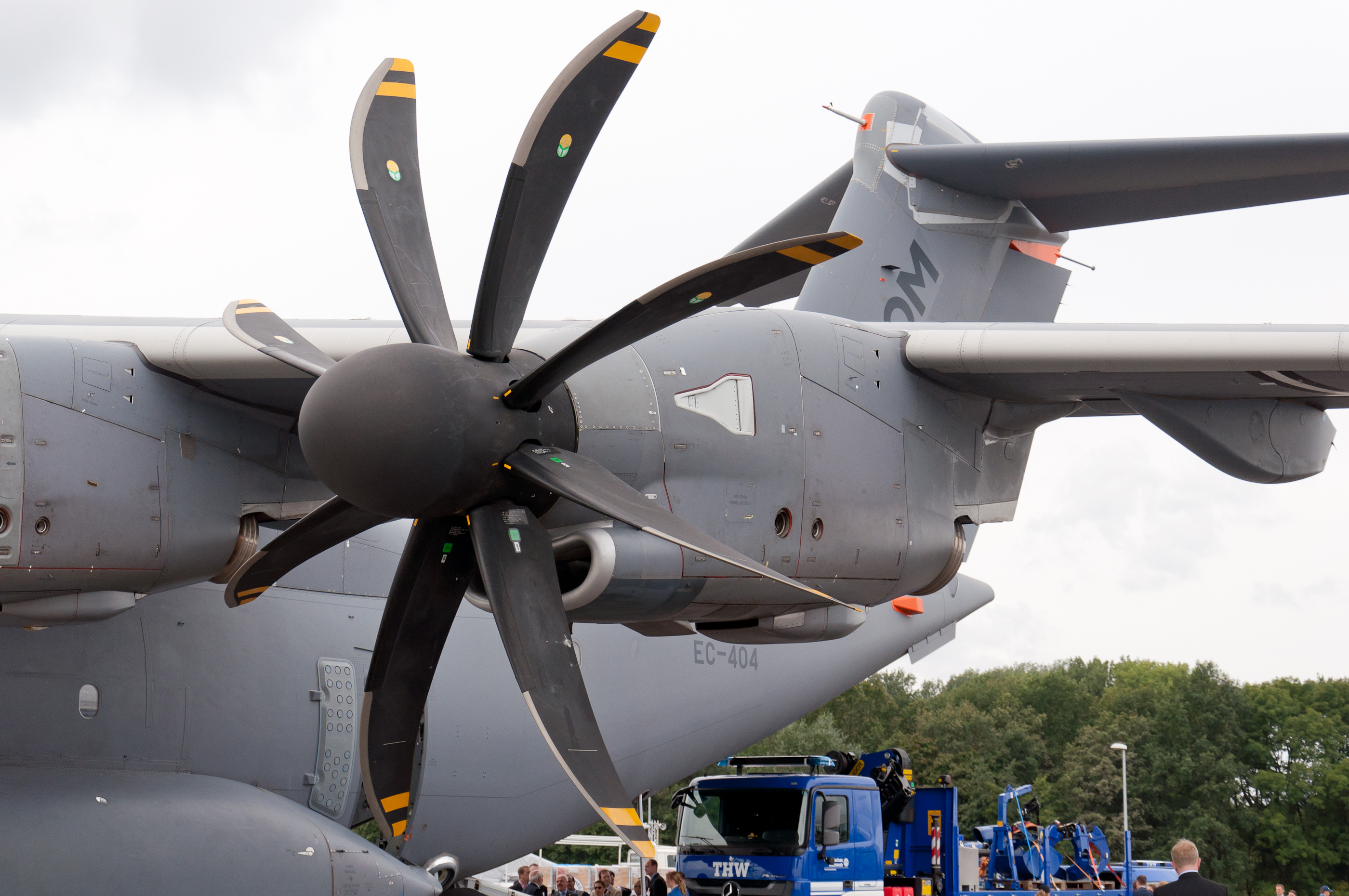
EPI TP400 an der A400M auf der ILA 2012

An der Entwicklung sind die Industria de Turbo Propulsores, die MTU Aero Engines, Rolls-Royce und Snecma Moteurs beteiligt. Für die Entwicklung, Herstellung und Betreuung des TP400-D6 wurde von den Partnerfirmen das gemeinsame Unternehmen Europrop International gegründet.
Der Erstlauf des Triebwerkes erfolgte am 28. Oktober 2005, die Zulassung war für Mitte 2008 vorgesehen. Durch verschiedene Probleme mit den Blisks, dem Propellergetriebe, „pumpen“ des Hochdruckverdichters und dem FADEC-System verzögerte sich die Zulassung wiederholt. Der Erstflug an einer modifizierten Lockheed C-130K Hercules erfolgte am 17. Dezember 2008 vom Flugplatz Cambridge aus, bei dem ein TP400 das standardmäßige Allison T56 an der inneren Motorgondel der linken Tragfläche ersetzte. Der erfolgreiche Erstflug des mit vier TP400-D6-Triebwerken ausgerüsteten Airbus A400M folgte am 11. Dezember 2009 in Sevilla.
Im Mai 2011 erteilte die Europäische Agentur für Flugsicherheit (EASA) die Zulassung für das TP400-D6-Turboproptriebwerk. Es ist damit das erste militärische Triebwerk, das eine Zulassung nach zivilen Maßstäben erhielt.
Im Jahr 2016 wurden Abnutzungsschäden an Propellergetrieben mit wenigen hundert Flugstunden bekannt, die im Flugbetrieb außerplanmäßige Wartungsarbeiten erfordern und die Einsatzbereitschaft der A400M beeinträchtigen. Der Hersteller Avio Aero möchte sie mit dem Austausch von Komponenten sowie einer „Anpassentwicklung“ des Getriebes beheben und erhielt im Juli 2016 von der EASA die Zertifizierung für eine Zwischenlösung, die die Wartungsintervalle verlängert.

## Leistungsfähigkeit
Die Leistung des Triebwerks wird weltweit nur durch das schon relativ alte, von ehemaligen Junkers-Fachleuten um Ferdinand Brandner entwickelte sowjetische Triebwerk Kusnezow NK-12 (u. a. in der Tu-95) und das ukrainische Iwtschenko Progress D-27 (eingebaut in der Antonow An-70) übertroffen. Beide Triebwerke verfügen im Gegensatz zum TP400 über je zwei gegenläufige Propeller.

## Projektverantwortliche
Rolls-Royce
- Hochdruckverdichter
- Niederdruckwelle
- Zwischengehäuse
- Triebwerksmechanik (Anbauteile)
- Triebwerksintegration
- Leistungsrechnung

MTU
- Mitteldruckverdichter
- Mitteldruckturbine und -welle
- Endmontage aller TP400-D6
- FADEC-Software
- Entwicklungs- und Produktionstests

Snecma
- Brennkammer
- Hochdruckturbine
- Anlasser
- Triebwerksmontage am Flugzeug
- Propellergetriebe (Lieferant: Avio Aero)[6]

ITP
- Niederdruckturbine
- Frontgehäuse
- Düse
- Turbinengehäuse
- Außenleitungen

## Technische Daten

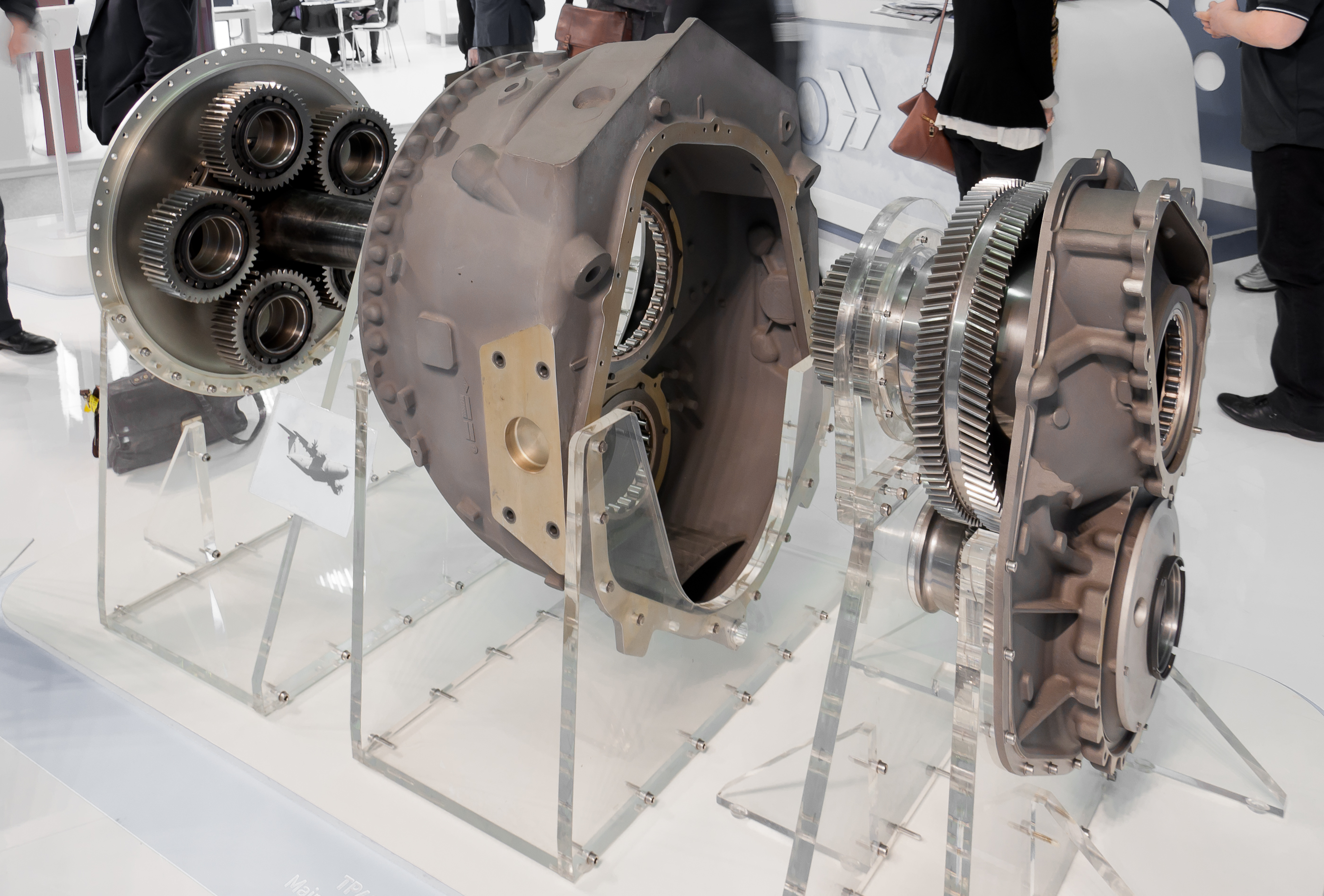
Modell des Propellergetriebes

Das Triebwerk ist ein Dreiwellentriebwerk. Der Verdichter erreicht ein Gesamtdruckverhältnis von 25:1 und besteht aus einem Mitteldruckverdichter (fünf Stufen, Druckverhältnis 3,5:1) und einem Hochdruckverdichter (sechs Stufen, Druckverhältnis 7:1). Die Turbine ist aufgeteilt in jeweils eine einstufige Hoch- und Mitteldruckturbine sowie eine dreistufige Niederdruckturbine, die über ein Untersetzungsgetriebe den achtblättrigen Verstellpropeller FH386 von Ratier-Figeac antreibt. Dieser besteht aus Verbundwerkstoffen und verfügt über die Möglichkeit der Schubumkehr. Das angeflanschte Propellergetriebe mit einem Gehäuse aus einer Magnesiumlegierung hat ein Untersetzungsverhältnis von 1:9,929. Es sind unterschiedliche Getriebe für rechts- und linkslaufende Propeller lieferbar, da der Einsatz an der A400M unterschiedliche Drehrichtungen der Luftschrauben erfordert.
|                                  |                                        |
| Kenngröße                        | Daten                                  |
| Triebwerkstyp                    | 3-Wellen-Turboprop                     |
| Wellenleistung                   | 8.203 kW (11.000 Wellen-PS) in Seehöhe |
| Max. Propellerdrehzahl           | 864 min−1                              |
| Max. Drehzahl Hochdruckturbine   | 18.396 min−1                           |
| Max. Drehzahl Mitteldruckturbine | 10.390 min−1                           |
| Propellerdurchmesser             | 5,3 m / 8 Blätter                      |
| Länge                            | 3,5 m                                  |
| Trockenmasse                     | 1890 kg                                |